# Волос НФК
„Волос“ НФК (на гръцки: Βόλος Νέος Ποδοσφαιρικός Σύλλογος „Нов Футболен Клуб Волос“) е гръцки професионален футболен клуб от град Волос. От 2018 година играе във Гръцката Суперлига. Основан на 2 юни 2017 г. 

## История
През април 2017 г. стана известно за плановете за създаването на нов футболен клуб в град Волос. В крайна сметка след преговори е закупен „Пидна Китрос“ от село Китрос, намиращо се в Пиерия. Той е включен в структурата на новосформирания „Волос“, който е представен на 2 юни същата година. „Волос“ зае мястото на „Пидна Китрос“ в Гама Етники (третото ниво в системата на гръцката футболна лига). Клубът веднага започна активна трансферна политика и кани испанския специалист Хуан Ферандо за старши треньор „Волос“ заема първо място в група 4 на Гама Етники, като печели 20 от 24 мача и губи само веднъж. Той уверено задминава други отбори от Волос в класирането: „Ники Волос“ и „Олимпиакос“. Тогава в турнира за влизане във Футболната лига "Волос" уверено заема второто място в своята група, давайки право на промоция, губейки само от "Ираклис" (Солун). 
В първият си сезон във втората по значимост лига на Гърция „Волос“ става лидер след деветия кръг.

## Успехи
- Гръцка Лига:
  - 6-то място (1): 2022/23
- Футболна лига (Втора дивизия):
  -  Шампион (1): 2018/19
- Гама Етники (Трета дивизия):
  -  Шампион (1): 2017/18
- Купа на Гърция:
  - 1/4 финалист (1): 2020/21